# لئونیدا پالوتا
لئونیدا پالوتا (انگلیسی: Leonida Pallotta؛ زادهٔ ۲۵ سپتامبر ۱۹۱۰) بازیکن فوتبال اهل ایتالیا است.
از باشگاه‌هایی که در آن بازی کرده‌است می‌توان به باشگاه فوتبال کالیاری و باشگاه فوتبال آ.اس. رم اشاره کرد.